# Comté de King and Queen
Le comté de King and Queen est un comté de Virginie, aux États-Unis, fondé en 1691. Au recensement de 2010, la population s'élevait à 6 945 habitants. Son siège de comté est la King and Queen Court House.